# Lögdasjön (Åsele socken, Lappland)
Lögdasjön är en sjö i Åsele kommun i Lappland och ingår i Lögdeälvens huvudavrinningsområde. Sjön har en area på 0,556 kvadratkilometer och ligger 396,3 meter över havet. Sjön avvattnas av vattendraget Lögdeälven (Lögdån).

## Delavrinningsområde
Lögdasjön ingår i det delavrinningsområde (714279-159663) som SMHI kallar för Utloppet av Lögdasjön. Medelhöjden är 403 meter över havet och ytan är 2,46 kvadratkilometer. Räknas de 34 avrinningsområdena uppströms in blir den ackumulerade arean 248,72 kvadratkilometer. Avrinningsområdets utflöde Lögdeälven (Lögdån) mynnar i havet. Avrinningsområdet består mestadels av skog (64 procent) och sankmarker (12 procent). Avrinningsområdet har 0,55 kvadratkilometer vattenytor vilket ger det en sjöprocent på 22,4 procent.